# 新卡利尼夫卡 (羅姆內區)
50°38′26″N 33°32′36″E / 50.64056°N 33.54333°E
新卡利尼夫卡（烏克蘭語：Новокалинівка）是位於烏克蘭東北部的村莊，由蘇梅州羅姆內區的羅姆內市鎮負責管轄。該村處於博布里克河畔，距離盧卡舍韋和莱翁迪夫卡1公里，海拔高度150米，2001年人口14。